# Clupeonella
Clupeonella é um género de peixe da família Clupeidae.
Este género contém as seguintes espécies:
- Clupeonella abrau (Maliatsky, 1930)
- Clupeonella caspia Svetovidov, 1941
- Clupeonella cultriventris (Nordmann, 1840)
- Clupeonella engrauliformis (Borodin, 1904)
- Clupeonella grimmi Kessler, 1877
- Clupeonella muhlisi Neu, 1934
- Clupeonella tscharchalensis (Borodin, 1896)